# T1 Medium Tank
T1 Medium Tank – amerykański czołg średni z lat 20 XX wieku. Była to konstrukcja prototypowa wzorowana na koncepcjach czołgów z Francji  i Wielkiej Brytanii tego okresu.

## Historia
Po I wojnie światowej Amerykanie postanowili opracować własny model czołgu średniego o masie do 18 ton. W 1919 roku Kierownictwo Korpusu Pancernego przedstawiło wymogi dla nowego pojazdu. Miał to być czołg o wadze do 18 ton z uzbrojeniem w postaci karabinów maszynowych i działa małego kalibru. Minimalną prędkość pojazdu określono na 20km/h a zasięg na 100 km. W 1920 roku zamówiono dwa prototypy oznaczone jako: M1921 I M1922. Oba prototypy posiadały szybkostrzelną armatę morską kalibru 57 mm umieszczoną w obrotowej wieżyczce, ze sprzężonym z działem karabinem maszynowym 7,62 mm. Na wieży zabudowano dodatkową wieżyczkę, w której umieszczono karabin maszynowy kalibru 7,62 mm. Po próbach na prototypach uznano, że należy opracować specjalny silnik dla czołgów średnich. Zadanie opracowania silnika zlecono Packard Engines z Detroit. Nowy silnik dawał moc 200 KM. Ostatecznie zbudowano pojazd opierając się na prototypie M1921 ze stali zwykłej a nie pancernej. Zmieniono kształt przedziału silnikowego i wprowadzono gąsienice o ażurowych ogniwach. Formalnie przyjęto go do uzbrojenia 3 lutego 1928 roku. Nigdy nie podjęto jednak seryjnej produkcji. W 1928 roku prototyp T1 stał się pojazdem doświadczalnym. Testowano na nim nowe uzbrojenie w postaci haubicy kalibru 75 mm. W 1932 zamontowano silnik Liberty 12 dzięki czemu prędkość wzrosła do 40 km/h ale wzrosła również awaryjność.

### M1921
Był to pojazd wzorowany na brytyjskich czołgach Vickers Medium Tank Mark II. Był gotowy w grudniu 1921 roku, a w lutym 1922 roku trafił na poligon w Aberdeen Proving Ground. Napędzany był silnikiem łodzi motorowej Murray & Tregutha Co. z Bostonu. Silnik był niewystarczający dla tej masy czołgu.

### M1922
W tym prototypie zastosowano gąsienice z elastycznymi połączeniami dla ułatwiania skręcania. Czołg dostarczono na poligon w Aberdeen w marcu 1923 roku.